# Vergongheon
Vergongheon là một xã thuộc tỉnh Haute-Loire trong vùng Auvergne-Rhône-Alpes ở nam trung bộ nước Pháp. Khu vực này có độ cao từ 403-483 mét trên mực nước biển. Theo điều tra dân số năm 1999 của INSEE có dân số 1758 người.